# Salmo 65
Il salmo 65 (64 secondo la numerazione greca) costituisce il sessantacinquesimo capitolo del Libro dei salmi.